# Provinz Chumbivilcas
Die Provinz Chumbivilcas liegt in den Anden im Süden von Peru in der Region Cusco. Die Inka nannten sie „Chumpiwillka“ (heiliger Gürtel). Chumbivilcas ist eine von 13 Provinzen der Region Cusco.
Provinzhauptstadt ist Santo Tomás.

## Geographie
Die Andenprovinz liegt auf 2550 bis 5438 m über NN. Die mittlere Höhe beträgt 3995 m. Das Gebiet ist vulkanischen Ursprungs und durch Amazonaszuflüsse tief eingeschnitten. Der Mangel an Brücken führt zu komplizierten Verkehrsverhältnissen (Entfernung Santo Tomás – Cusco: 240 km, ca. 8 bis 12 Stunden Busfahrt). Chumbivilcas grenzt im Norden an die Provinzen Paruro und Acomayo, im Osten an die Provinzen Canas und Espinar, im Süden an die Region Arequipa und im Westen an die Region Apurímac.

### Gewässer
Die bedeutendsten Flüsse der Region sind der Río Velille, der Río Santo Tomás und der Río Livitaca. Über eine Strecke von ca. 80 km dient der Río Santo Tomás als westliche Grenze zwischen den Provinzen Chumbivilcas und Cotabambas (Region Apurímac). Bei Tincocc (Region Huancavelica) mündet er in den Río Apurímac, einen Quellfluss des Amazonas. Im Süden verläuft auf der Grenze zur Region Arequipa der Río Cayarani, der in den Río Velille übergeht. Dessen Flussbett prägt die Landschaft Chumbivilcas, bis er ebenfalls in den Apurímac mündet.
Hydrographische Lage:
- Mündungsgewässer: Atlantik
- Einzugsgebiet: Río Ucayali
- größeres Einzugsgebiet: größeres Einzugsgebiet des Río Apurímac
- mittlere Einzugsgebiete: höheres Einzugsgebiet des Río Apurímac
- unteres Einzugsgebiet: Río Santo Tomás, Río Livitaca und Río Velille

### Klima

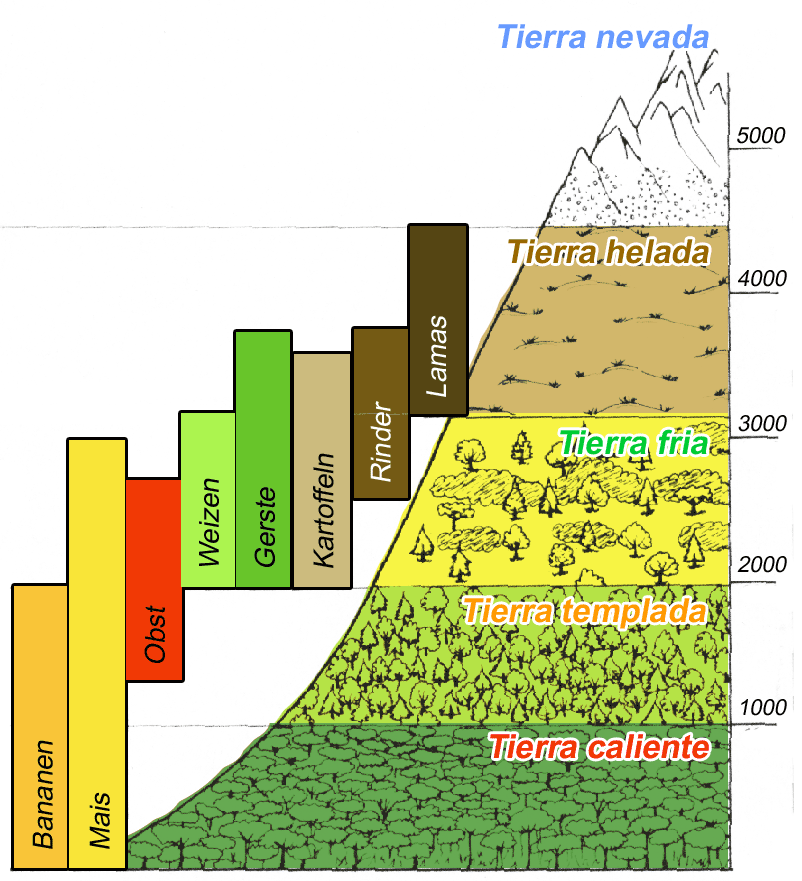
Höhenstufen der Anden

In den Hochanden folgt auf die kurze Regenzeit („Sommer“) eine lange Trockenzeit („Winter“). Gleich zu Beginn der Regenfälle muss zwischen September und Dezember – je nach Art der Kultivierung – das Saatgut eingebracht werden. Wenn die Regenzeit im April oder Mai endet, ist der Boden trocken und zu hart, um bearbeitet zu werden. Die Pflanzen hören auf zu wachsen oder erliegen den Nachtfrösten. In den Hochlagen können Minusgrade bis zu −18 °C auftreten. Heftige Regenfälle verursachen Überschwemmungen, die Wege und Bewässerungssysteme zerstören und zu Verlusten in der Viehzucht (Alpacas, Lamas, Kühe, Schafe etc.) und im Ackerbau führen.
Bedingt durch das ausgeprägte Relief der Landschaft sind die Temperaturschwankungen zwischen Tag und Nacht beträchtlich. Das thermische Verhalten im Allgemeinen ist kalt-gemäßigt, kalt in den höchsten Zonen und gemäßigt in den Tälern. Die mittlere Temperatur der Provinz beträgt 10,17 °C und das jährliche Maximum und Minimum liegen bei 18,4 °C im November und 0,3 °C im Juli. Die jährlichen Niederschlagsmengen in Chumbivilcas sind beträchtlich mit einer unterschiedlichen zeitlichen und räumlichen Verteilung. Die Niederschläge haben orographischen und konvektiven Charakter, Ersteren durch die Gegenwart der Zentral-Kordillere, die die aus Amazonien stammenden Wassermassen konzentriert, die die Barriere der Ost-Kordillere überqueren und andererseits sind die Regenfälle mit konvektivem Charakter Produkt des hydrologischen Zyklus der Provinz. Der jährliche mittlere Niederschlag in der Provinz wird auf 918 mm geschätzt. Die Verteilung hängt eng von der Nähe der Zentralkette ab, wobei sich die höchsten Werte (Livitaca 1047 mm) in deren Nähe befinden. Dagegen sind die Niederschläge in den weiter davon entfernten Zonen (Santo Tomás 789 mm) geringer, da hier die Niederschläge zumeist konvektiver Art sind. Im Allgemeinen gibt es bezüglich der Verteilung des Niederschlags über das Jahr markante Unterschiede: die trockene Periode zwischen April und September und die Regenperiode zwischen Oktober und März. Mehr als 69,8 % des gesamten jährlichen Niederschlags, der in der Provinz registriert wird, fällt in den Monaten Dezember bis März. Für die übrigen Monate werden niedrige oder teilweise keine Mengen registriert.

### Fauna

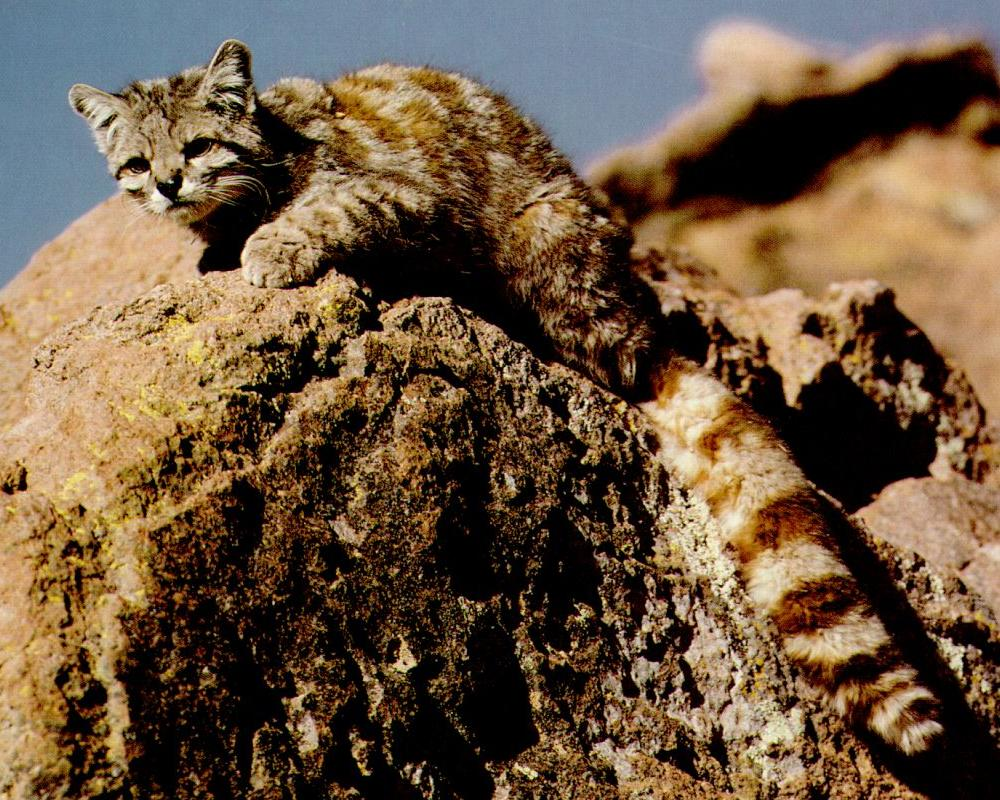
Bergkatze

In den Südanden lebt – kaum auffindbar – die Bergkatze, auch Andenkatze genannt. Ihre Größe gleicht der einer Hauskatze. Sie gehört zu den am wenigsten bekannten und äußerst seltenen Katzenarten. Man vermutet sie weit oberhalb der Baumgrenze in den Anden von Peru, Bolivien, Chile und Argentinien, denn sie wurde schon in 5100 m Höhe gesichtet. Die Andenkatze gilt als gefährdet.

### Flora
Peru ist das Ursprungsland der Quinoa. Sie wurde hier schon vor 6000 Jahren kultiviert. Da diese sehr proteinhaltige Pflanze selbst in Lagen zwischen 2800 und 4000 Metern gedeiht, wird ihr Anbau heute von Entwicklungsprojekten gefördert.

## Verwaltungsgliederung
Die Provinz gliedert sich in acht Distrikte. Der Distrikt Santo Tomás ist Sitz der Provinzverwaltung.
| Distrikt    | Verwaltungssitz |
| ----------- | --------------- |
| Capacmarca  | Ccapacmarca     |
| Chamaca     | Chamaca         |
| Colquemarca | Colquemarca     |
| Livitaca    | Livitaca        |
| Llusco      | Llusco          |
| Quiñota     | Quiñota         |
| Santo Tomás | Santo Tomás     |
| Velille     | Velille         |

Offiziell wurde die Provinz Chumbivilcas am 21. Juni 1825 gegründet.

## Geschichte

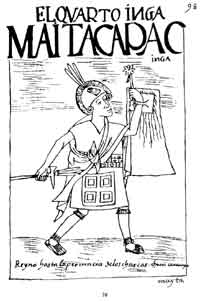
Inka Mayta Cápac

In präkolumbischer Zeit entwickelte sich in diesem Gebiet die Wari-Kultur. Nach mündlicher Überlieferung wurde das Gebiet während der Herrschaft der Inka von Mayta Cápac (Quechua: Mayta Qhapaq) unterworfen.
Als erwiesen gilt heute, dass in dem Bereich, der heute als Chumbivilcas bezeichnet wird, vor der Eroberung durch die Spanier wenigstens drei Gruppen mit unterschiedlichem sozialen Status lebten. Diese Gruppen unterschieden sich durch ihren Zugang zu wirtschaftlichen Mitteln und politische Macht wie durch ihre Sprache und Zugehörigkeit zu ethnischen Gruppen. So lebte in den Gebieten, die heute von den Distrikten Velille, Chamaca, Santo Tomás, Colquemarca, Livitaca (Provinz Chumbivilcas) und Omacha (Provinz Paruro) geformt werden, eine Ethnie, die chumbivilcano, eine bis heute unbekannte Sprache, und eine andere, die Quechua sprach, die Sprache der Inkas. Erstere lebten in den Hochebenen auf Gehöften in der Nähe von Colquemarca, Livitaca, Velille und Santo Tomás. Diese ortsansässigen chumbivilcanos mussten gegenüber der später auftretenden quechuasprachigen Elite, die mit dem Inkastaat in Cusco verbunden war, Tribut zahlen. Außerdem gab es eine weitere, Aymara sprechende Gruppe, die in der Umgebung von Llusco wohnte, in der prähispanischen Zeit als Cusco bekannt und Sitz einer anderen Gruppe des Inkaadels.
In erster Linie finden wir eine klare Zweiteilung zwischen den Hanan und den Hurin innerhalb der Bevölkerung von Chumbivilcas. Die Daten über diese Einteilungen stammen aus spanischen Quellen und beziehen sich auf die Organisation der Repartimientos und Reduktionen, die für die neue Kolonialregierung eingerichtet wurden. Neben den Hanan und Hurin von Santo Tomás und den Hanan und Hurin von Colquemarca gab es eine dritte Gruppe bestimmten ethnischen Ursprungs. In Colquemarca wohnte diese dritte Gruppe dort, wo heute die Gemeinden Yanque, Laccalacca, Parccobamba und Charamoray ansässig sind. In Santo Tomás wohnten die Ancoyocondes im Südwesten. Die Ancoyocondes und die Yanques standen wahrscheinlich in enger Beziehung zu den Grafen (condes) von Collaguas (Arequipa) und den Grafen von Cusco, die zum Ko-Regiment von Chumbivilcas gehörten. Innerhalb jedes Repartimientos in Chumbivilcas gab es eine feste Dezimaleinteilung. So bestanden Colquemarca, Velille, Chamaca, Livitaca, Capacmarca und Llusco-Quinota jeweils aus zehn Ayllus.

## Bevölkerung

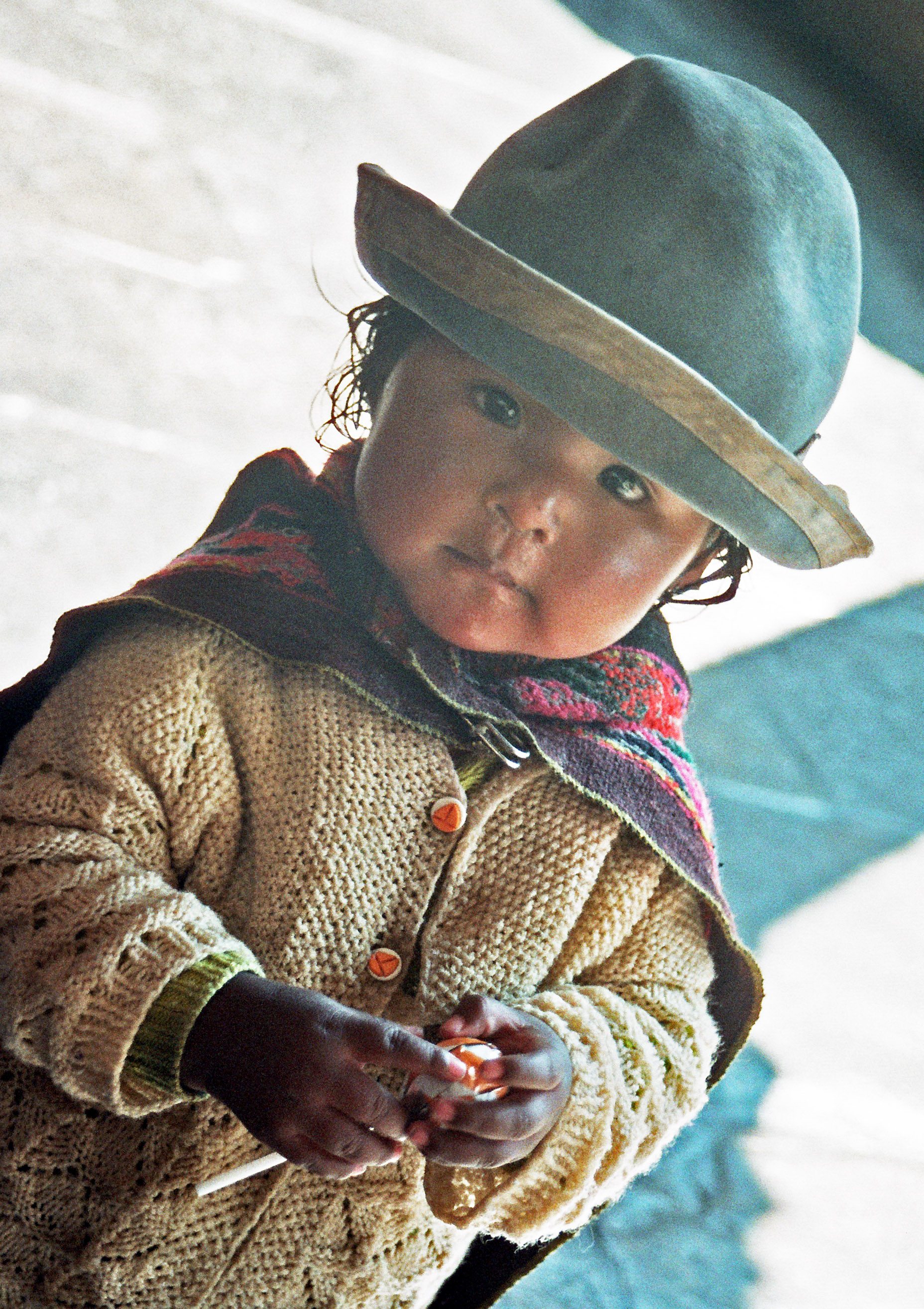
Mädchen in traditioneller Kleidung

66.410 Einwohner (Zensus 2017) leben auf einer Fläche von 5371 km².
Bis Anfang der 2000er Jahre stieg die Einwohnerzahl der Provinz Chumbivilcas leicht an (durchschnittlich um 0,7 % jährlich im Zehnjahreszeitraum von 1995 bis 2005), wenn auch nicht so sehr wie in Peru insgesamt. Seither geht sie infolge der Abwanderung aus den Dörfern und Weilern der Anden in die Städte, insbesondere in die Großstädte der Küste, sowie ins Amazonasbecken stark zurück. Von 2005 bis 2017 verlor die Provinz Chumbivilcas ein Siebtel ihrer Bevölkerung.
| Provinz Chumbivilcas | 1995 (geschätzt) | Zensus 2005 | Zensus 2017 |
| -------------------- | ---------------- | ----------- | ----------- |
| Einwohner            | 72.491           | 77.721      | 66.410      |

Chumbivilcas gilt als eines der ärmsten Gebiete des Landes. Das jährliche Pro-Kopf-Einkommen beträgt 115 US$. Die Kindersterblichkeit (0–2 Jahre) liegt bei 107,2 von 1000. Die Hälfte der Bevölkerung ist jünger als 16 Jahre. Familien mit acht und mehr Kindern sind auf dem Land nicht ungewöhnlich. Der größte Teil der Einheimischen lebt in kleinen Bauergehöften, was durch die weiten Wege und die schwierige Typologie zu einer Alphabetisierung von unter 50 % führt (Analphabetentum bei Frauen 84 %, bei Männern 48,11 %). Extreme klimatische und geographische Bedingungen machen es den Kleinbauern schwer, aus eigener Kraft der Armut zu entrinnen. Nationale und internationale Hilfsprojekte zielen darauf ab, durch nachhaltige Maßnahmen in den Bereichen Bildung, Gesundheit und Lebensumfeld einen dauerhaften Weg aus der Armut zu ermöglichen, nicht zuletzt, um der mit ihr verbundenen Landflucht entgegenzuwirken.
| Bevölkerungsdaten Chumbivilcas 1999/2005 | Bevölkerungsdaten Chumbivilcas 1999/2005 |
| ---------------------------------------- | ---------------------------------------- |
| ohne Wasser                              | 45 %                                     |
| ohne Abwassersystem/Latrine              | 55 %                                     |
| ohne Strom                               | 86 %                                     |
| Analphabetisierungsgrad Frauen           | 43 %                                     |
| Anteil der Kinder von 0–12 Jahren        | 37 %                                     |
| unterernährt                             | 52 %                                     |

Quelle: Censo de Población y Vivienda del 2005 – INEI, Censo de Talla Escolar de 1999 – MINEDU/FONCODES/UPR, S. 56

### Sprache
Die Chumbivilcanos sprechen Cusco-Quechua. Aufgrund der Migration einer hohen Anzahl von Dorfbewohnern in die Städte gewinnt die spanische Sprache (castellano) Einzug. Schulkinder werden per Gesetz bilingual unterrichtet.

### Religion
Das Christentum beherrscht das religiöse Leben, aber gleichzeitig werden traditionelle Riten aus alten religiösen Weltanschauungen eingeflochten, die mit dem Land, dem Vieh und den Apus (Göttern) verbunden sind.

## Wirtschaft

### Landwirtschaft

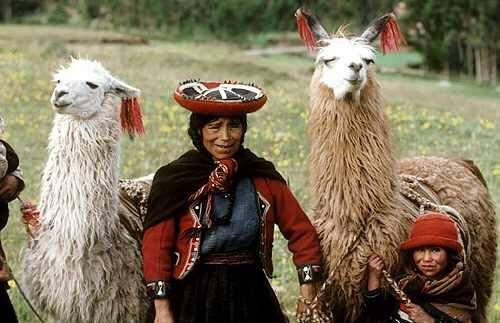
Quechua-Frau und Kind mit Lamas (Departement Cusco)

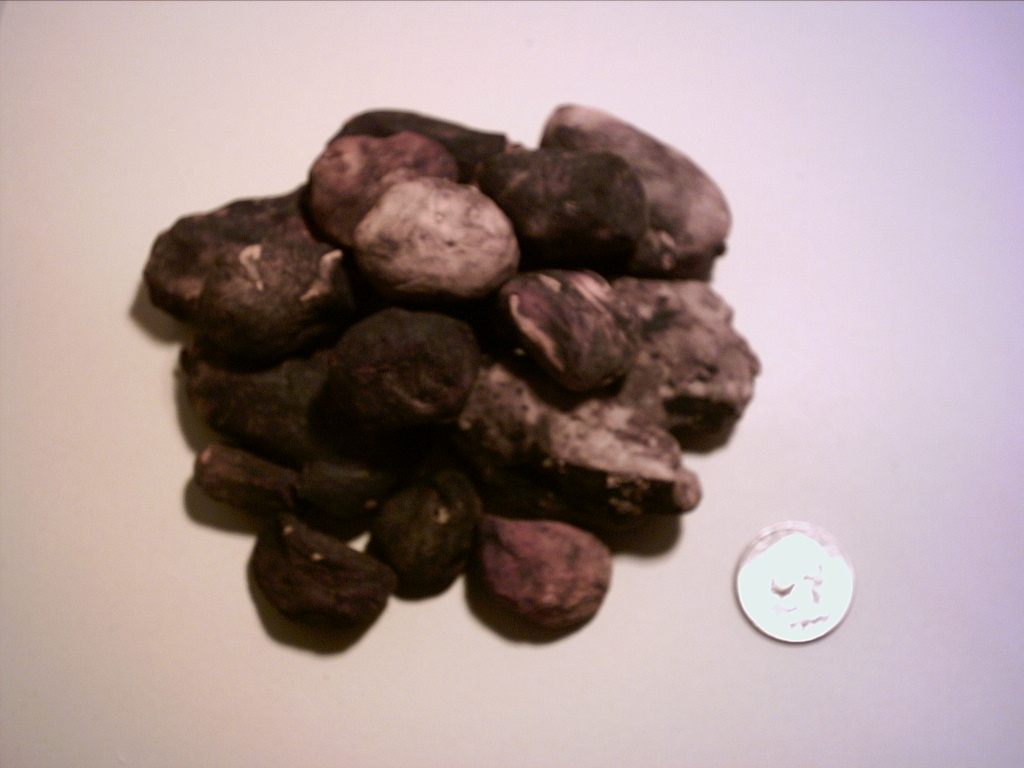
Chuños, im Boden gefriergetrocknete Kartoffeln

Natürliche Weideflächen bedecken 70 % der Gesamtfläche der Provinz. Für den Ackerbau ist dieser Boden kaum geeignet. Innerhalb von 4.200 bis 4.800 m Höhe können ohne großes Risiko ausschließlich die südamerikanischen Kamelarten gehalten werden. Zwischen 3.000 und 4.100 m Höhe widmen sich die Familien vornehmlich der Aufzucht von Schafen und sehr wenigen Rindern. In den tieferen Lagen gibt es kultiviertes Weideland und bessere Viehbestände. Hier werden Milch und Viehprodukte auf den lokalen und zunehmend auch auf den regionalen Märkten verkauft.
Das wichtigste Problem der Viehzucht ist der Futtermangel durch überweidete Flächen, permanente Bodenerosion, Mangel an Bewässerungssystemen und die hohe Verseuchung der Weiden mit dem Großen Leberegel, der Schafe und Rinder befällt.

### Bergbau
Chumbivilcas verfügt über sehr große Metallvorkommen. Gemäß der peruanischen Gesetzgebung sind Landbesitzer Eigentümer ihres Landes bis zu einem Meter Tiefe. Die Besitzrechte für den darunter liegenden Boden hat der Staat. Somit kann das Bergbauministerium die Schürfrechte an Konzerne vergeben, ohne die Landbesitzer zu informieren. In den Anden haben die Dörfer Gemeinschaftseigentum. Die Dorfgemeinschaften verfügen über die Besitztitel und die einzelnen Familien erhalten das Nutzungsrecht. Wie bereits 2005 in Quiñota geschehen, haben Ingenieure einzelne Familien besucht, ihnen gut bezahlte Arbeit versprochen und dafür das Einverständnis der Familien zur Nutzung des Ländereien durch den Konzern erhalten. Das Dorf bleibt weiterhin Eigentümer, aber das Nutzungsrecht haben die Familien abgegeben. Konflikte sind somit vorgegeben.

## Kultur

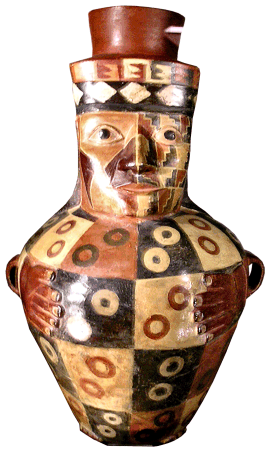
Krug aus der Wari-Kultur

### Tourismus
Chumbivilcas, Land des Qorilazo (Quechua, wörtlich: Goldlasso), bietet dem Besucher alternative touristische Attraktionen: Pferderennen, Stierkampf, Hahnenkämpfe, Aufführung urtümlicher Tänze der Gegend, typische Trachten, Bauernmärkte und Kunsthandwerk. Jährlich findet in Santo Tomás das traditionelle Pferderennen statt, dass zeitlich mit den Feierlichkeiten zum Jahrestag der Gründung der Provinz zusammenfällt. Ein einzigartiges rituelles Fest ist Takanakuy (auch Takanacuy). Es handelt sich um öffentlich ausgetragene Kämpfe zwischen zwei Gegnern, die sich in der Mitte eines Kreises aus Zuschauern gegenüberstehen. Der rituelle Kampf mit reinem Körpereinsatz soll den Kontrahenten ermöglichen, ein für alle Mal alle Zwistigkeiten zu bereinigen. Der Sieger darf sich als Qorilaso bezeichnen. In Santo Tomás, dem bekanntesten Austragungsort, findet das Festival am Weihnachtstag statt.
Sehenswürdigkeiten
- Kirche von Santo Tomás
- Grotten von Warari (auch Huarari) bei Livitaca
- Thermalquelle von Qoñiuno
- Unterirdischer Tunnelkomplex aus präkolumbischer Zeit (vermutlich aus der Wari-Kultur) – Der Komplex liegt unter dem Ort Lliqui in der Nähe des Berges Aya-Ayapata. Der archäologische Fund im August 2002, der auch Keramikstücke und Gebeine zu Tage brachte, wurde zufällig bei der Verfolgung von Viehräubern gemacht.
- Mawk'a Livitaca bei Livitaca – präinkaische Stadt gelegen an einem Ort namens Qiwincha Urqu mit Überresten von Plätzen, Stadtmauern, Sarkophagen und Aquädukten aus der Wari-Kultur
- Chullpas de Ch'iñisiri bei Livitaca – schöne archäologische Stätte gelegen an einem Ort namens T'uqra mit Sarkophagen aus Lehm und Stroh, an den Fassaden weiß, rot und ockerfarben bemalter Quaderstein

### Tänze
- De mis Trenzas (dt.: Von meinen Zöpfen) – Tanz des Distrikts Santo Tomás. Mit Musik, Gesang und Tanz machen die Verehrer ihren Angebeteten den Hof. Die Damen von Chumbivilcas, bezirzt von diesem Liebeswerben, nehmen die Einladung kokett an und folgen ihnen.
- Waynachura – Tanz des Distrikts Santo Tomás. Sehnsucht und Liebesleid werden in seinen Liedern ausgedrückt. Die Paare schelten sich gegenseitig für den erlittenen Verdruss. Aber am Ende siegt die Liebe.
- Takanakuy – Dieser Tanz (auch ein Brauch) wird zu verschiedenen Gelegenheiten in Chumbivilcas getanzt und nimmt eine sehr alte Tradition auf. Er geht auf die Widerstandsbewegung Taky Unquy um 1560 gegen die spanische Invasion zurück und ruft vorspanische Rituale ins Gedächtnis.
- Wifala – ein Tanz mit karnevalesken Zügen. Er hat seinen Ursprung in der Freude der Tierhalter und man hält es für ein gutes Vorzeichen für Ackerbau und Viehzucht, wenn das Fest fröhlich und pompös ist.
- Ayarachi – ein Tanz für 12 Personen, der mit urtümlichen Instrumenten, ähnlich großen Hirtenflöten, und Trommeln begleitet wird. Es ist ein Rundtanz mit Beerdigungscharakter. Die Besonderheit dieses Tanzes ist die Verwendung vorspanischer Kleidung.
- Llamerada – ein Tanz für 12 Personen. Er ist zugleich religiös und Vorzeichen für ein gutes Jahr. Die Besonderheit ist, dass er von einer Geige begleitet wird.

### Feste
- 3. Januar: Takanakuy im Distrikt Llusco
- 8. September: Markt, Stierkampf und Pferderennen in Santo Tomás
- 24. und 26. Dezember: Takanakuy im Distrikt Santo Tómas

### Kunsthandwerk
- Textilien – Ponchos, im Allgemeinen rot mit dekorativer Franse
- Wehrgehänge
- Hüte aus Schafwolle

### Küche

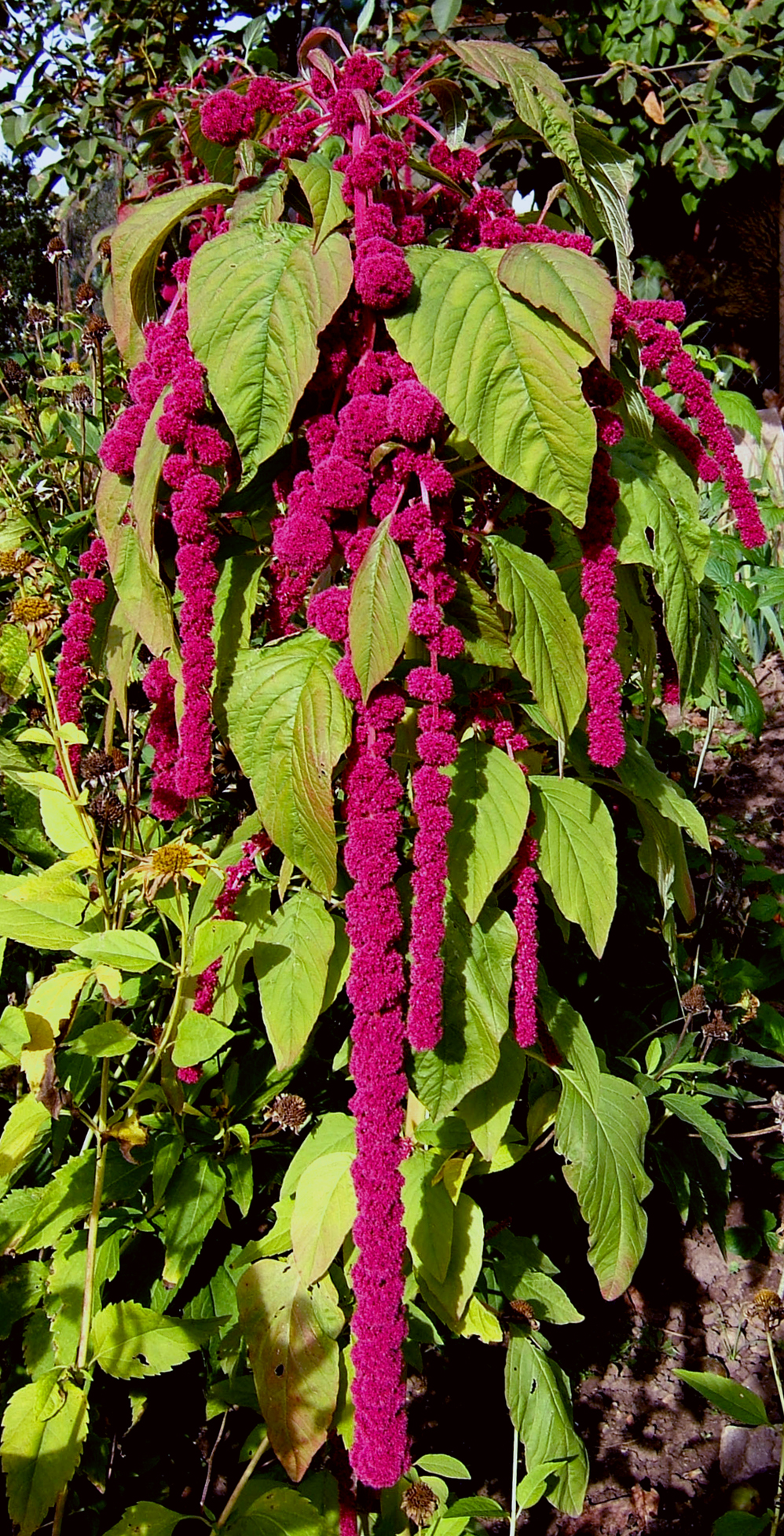
Kiwicha (Amaranthus caudatus)

Typische Mahlzeiten sind gekochte Kartoffeln, Chuños, Mais, Gerste und Fisch. Quinoa wird als Zutat zu Brot und Backwaren sowie Teigwaren gebacken, als Beilage gekocht und in Suppen, Eintöpfen, Aufläufen, Klößen, Pfannkuchen und Süßspeisen verwendet. Eine weitere schon zu Zeiten der Inka verwendete Pflanze ist die schnell wachsende Kiwicha, deren Blätter und Samen genießbar sind. Die Samen werden geröstet oder wie auch bei der Quinoa zu Mehl für Brot und Pfannkuchen verarbeitet.

### Kunst
- Florentino Laime Mantilla Maler (geb. 1960 in Wakuya)

## Verkehr
Santo Tomás ist über die folgenden Straßenverbindungen zugänglich:
- Cusco – Paruro – Santo Tomás
- Cusco – Espinar (Yauri) – Vellile – Santo Tomás
- Cusco – Yanaoca – Livitaca – Velille – Santo Tomás
- Arequipa – Espinar – Velille – Santo Tomás

## Grafiken
- Die Provinzen der Region Cusco
- Die Distrikte